# 21세기 한국대학생연합
21세기 한국대학생연합(약칭 한대련 )은 대한민국의 범NL 계열의 대학생연합단체이자 학생운동단체이다. 2011년 기준으로 20여개 대학 총학생회가 가입돼 있으며, 80여개 학교, 300만 대학생과 함께 하는 것을 지향하고 있다. 2018년  한국대학생진보연합으로 개편되면서 해산되었다.

## 역사
2002년 말 동아대학교 총학생회가 한대련 건설을 발의한 이후, 이들을 중심으로 '대학생문제 해결', '새로운 단일 학생조직 건설'에 대한 논의가 전개됐다. 2005년 4월 30일에 정식으로 출범했다.
1980년대 전대협, 1990년대 한총련에 이어 2000년대는 전대련이 전국 학생 운동의 연합체다. 1996년 연세대 사태 이후 대법원은 한총련을 국가보안법상 이적단체로 규정했다.
2005년 참여정부는 한총련을 합법단체로 승인하고자 하였으나, 보수단체의 큰 반발로 무산되었다. 그 후 2005년 4월 30일 한대련이 출범했다. 보수단체가 크게 반발하는 반미, 통일 문제에서 대학 등록금 등의 문제를 투쟁목표로 하고 있다.

## 대표
| 기수       | 연도            | 이름   | 소속                | 비고       |
| ---------- | --------------- | ------ | ------------------- | ---------- |
| 추진위원회 | 2004년 3월 7일  | 김동재 | 동아대 총학생회장   | 추진위원장 |
| 1기        | 2005년 4월 30일 | 김미숙 | 덕성여대 총학생회장 |            |
| 2기        | 2006년 1월 19일 | 강정남 | 부산대 총학생회장   |            |
| 3기        | 2007년 2월 1일  | 김지선 | 덕성여대 총학생회장 |            |
| 4기        | 2008년 2월 1일  | 강민욱 | 광운대 총학생회장   |            |
| 5기        | 2009년 2월 6일  | 이원기 | 부산대 총학생회장   |            |
| 6기        | 2010년 2월 5일  | 김유리 | 전남대 총학생회장   |            |
| 7기        | 2011년          | 박자은 | 숙명여대 총학생회장 |            |
| 8기        | 2012년          | 정용필 | 경희대 총학생회장   |            |
| 9기        | 2013년          | 김나래 | 경희대 총학생회장   |            |
| 10기       | 2014년          | 장민규 | 전남대 총학생회장   |            |
| 11기       | 2015년          | 김한성 | 전남대 총학생회장   |            |

## 같이 보기
- 2011년 대한민국 반값 등록금 논란